# Tolstraat (Zaltbommel)
De Tolstraat  is een straat in de stad Zaltbommel in de Nederlandse provincie Gelderland. De straat loopt vanaf de Korte Tolstraat en de Molenwal tot de Markt, Gamerschestraat en de Oliestraat waar hij in overgaat. De Tolstraat is ongeveer 110 meter lang. Aan de Tolstraat bevinden zich een aantal monumentale panden waaronder het stadhuis. Hiervan is enkel de zijde van het middeleeuwse stadhuis wat zich in de Tolstraat bevindt gehandhaafd gebleven.

## Fotogalerij

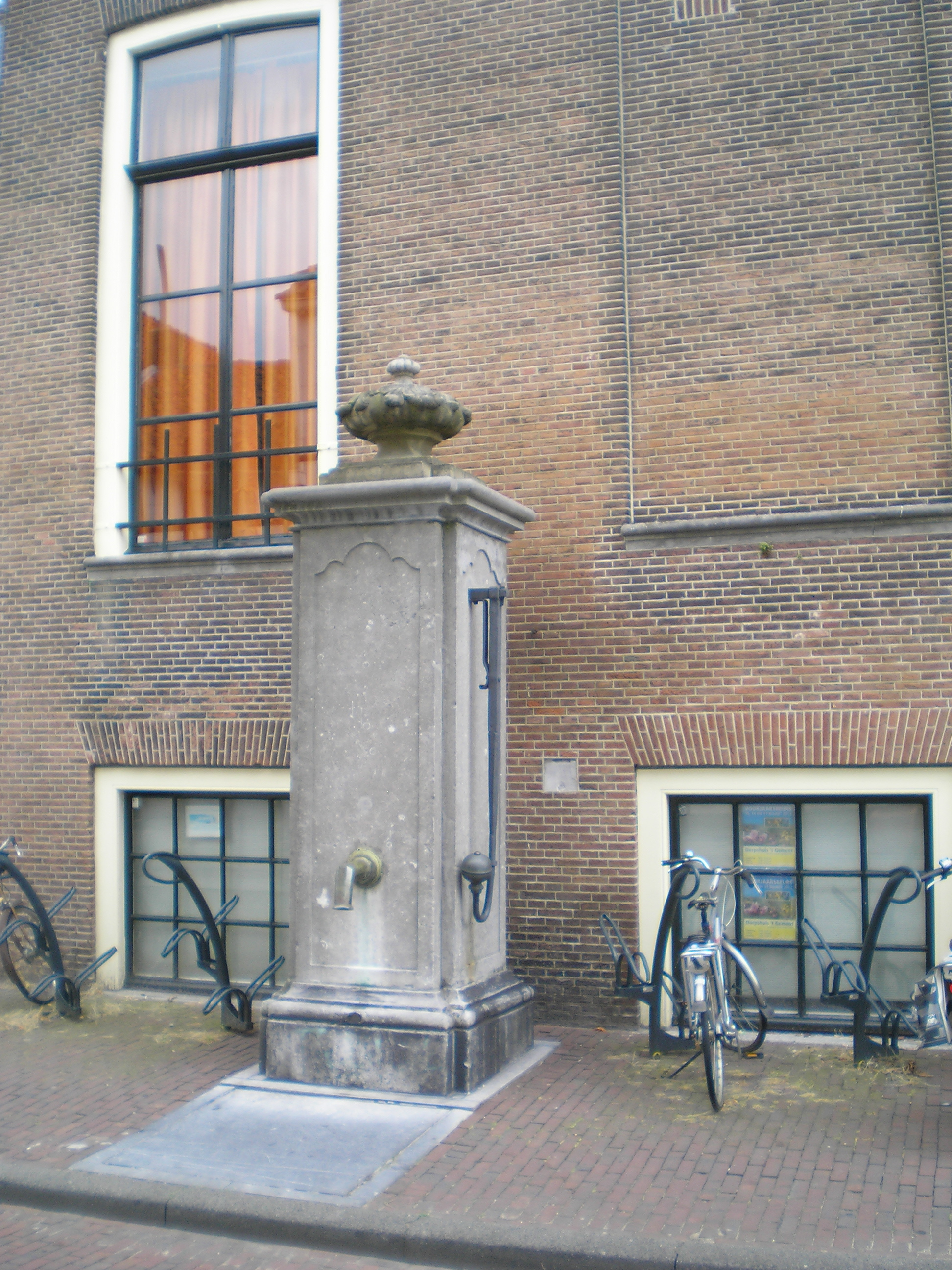
Stenenwaterpomp aan de Tolstraat (rijksmonument)
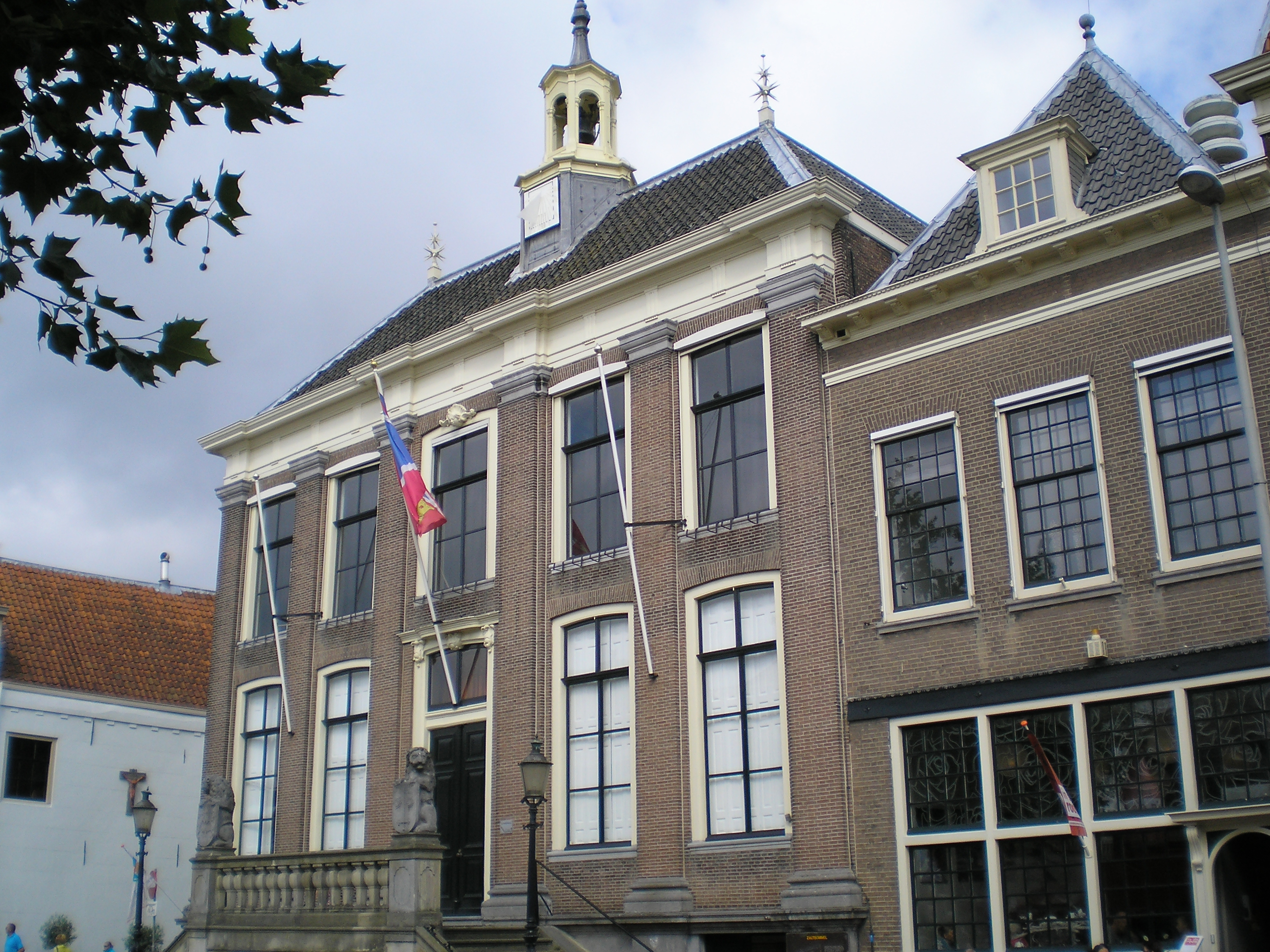
Stadhuis hoek Markt en de Tolstraat (rijksmonument)

Boschstraat ·
De Virieusingel ·
Gamerschestraat ·
Gasthuisstraat ·
Kerkplein ·
Kerkstraat · 
Korte Steigerstraat ·
Korte Strikstraat ·
Lange Steigerstraat · 
Markt ·
Nieuwstraat ·
Nonnenstraat ·
Oliemolen ·
Oliestraat ·
Steenweg ·
Tolstraat · 
Vismarkt · 
Waalkade · 
Waterstraat · 
Zandstraat